# Stu Jacobs
Stuart Jacobs, detto Stu (25 ottobre 1965), è un allenatore di calcio ed ex calciatore neozelandese, di ruolo difensore.

## Carriera

### Calciatore

#### Nazionale
Esordisce con la Nuova Zelanda il 25 novembre 1988 contro Figi

### Allenatore
Dal 2007 al 2011 guida il Team Wellington, allenando contemporaneamente la selezione olimpica neozelandese alle Olimpiadi di Pechino.